# Stefano Tosso
Stefano Tosso Ubierna (Lima, 29 de agosto de 1991) es un actor y profesor de teatro peruano, reconocido principalmente por haber protagonizado la película biográfica del año 2019 La pasión de Javier.

## Trayectoria
Tosso comenzó su carrera artística como actor infantil en diferencias producciones nacionales.[cita requerida] En el año 2003, fue parte del elenco principal de la telenovela Estos chikos de ahora.[cita requerida]
En el año 2006, participa en el reparto central de la película peruana Peloteros como Aldo.
Años más tarde, en 2011 se suma al reality de competencias Combate en el rol de competidor. Tras su retiro del dicho espacio en el año 2013, retomó su carrera actoral al año siguiente sumándose a la serie televisiva Promoción, basado en la obra escrita por Aldo Miyashiro.[cita requerida]
En 2016 protagonizó la cinta En busca de Javier, interpretando al poeta y guerrillero peruano Javier Heraud, incluyendo una secuela titulada como La pasión de Javier con el mismo rol, siendo esta última premiada en el Festival de Cine Peruano en París. A la par, asume el rol antagónico en la telenovela Ven, baila, quinceañera como Benjamin Barzini «Toreto» y se unió a la secuela musical  Torbellino, 20 años después en el papel de Sergio Páez. Además, tuvo una participación especial en el programa televisivo Los reyes del playback.
En el teatro, protagonizó con Ernesto Pimentel la obra Orquesta de señoritas en 2016, que inicialmente iba a ser el protagónico de su padre, quien falleció a causa del cáncer pulmonar ese año, y el proyecto teatral Lavar, peinar y enterrar en 2017, bajo la dirección del reconocido actor Javier Valdés, como el ladrón de la peluquería Cortacara.
Además, Tosso ingresa como conductor del programa televisivo Cero paltas por la televisora Movistar Música en el año 2019, compartiendo la conducción junto a la actriz Macla Yamada. A lo paralelo, se dedica por un tiempo a la enseñanza, realizando talleres de actuación para niños, adolescentes y jóvenes en su propia escuela bajo el nombre de Segundo Piso.
Mientras estaba superando sus problemas personales, en 2022 protagonizó la obra de teatro La enfermedad de la juventud, donde interpretó a Federico, el personaje de un chico que le estaban haciendo una despedida de soltero. En la trama, comparte escena con otros actores Jorge Guerra, Matilde León y Valquiria Huerta.[cita requerida]
Al año siguiente, participó en el reparto principal del montaje Sobrevivir a los Andes, contando con algunos actores como Ismael La Rosa.

## Vida personal

### Primeros años
Nació en Lima el 29 de agosto de 1991, bajo el nombre completo de Stefano Tosso Ubierna. Es el hijo del desaparecido actor y comediante Ricky Tosso —con quién participó en algunos de sus proyectos— y de María Fernanda Ubierna, siendo el mayor de 3 hermanos. Es el nieto del presentador televisivo Ricardo Tosso O'Connor, conductor del programa infantil peruano Mipayachi durante los años 1960. 

### Denuncia por acoso sexual
En 2020, Tosso fue denunciado por sus alumnas por el tema de acoso sexual, mientras estaba realizando sus clases de actuación. Según las investigaciones. Debido al caso, Tosso fue separado de su escuela actoral Segundo Piso y días después, desmintió de los hechos confesando que la gente ataca contra su persona.

## Filmografía

### Televisión

#### Programas de televisión
| Año       | Título                 | Rol      | Notas             | Emisión           | Ref.   |
| --------- | ---------------------- | -------- | ----------------- | ----------------- | ------ |
| 2011-2013 | Combate                | Él mismo | Competidor        | ATV               | [ 3 ]  |
| 2014      | Combate                | Él mismo | Competidor        | ATV               | [ 19 ] |
| 2016      | Los reyes del playback | Él mismo | Participante      | Latina Televisión | [ 7 ]  |
| 2015      | Bien por casa          | Él mismo | Invitado especial | TV Perú           | [ 20 ] |
| 2018      | Andrea al mediodía     | Él mismo | Entrevistado      | ATV               | [ 3 ]  |
| 2020      | Tengo algo que decirte | Él mismo | Entrevistado      | Latina Televisión | [ 21 ] |
| 2019-2020 | Cero paltas            | Él mismo | Presentador       | Movistar Música   | [ 11 ] |

#### Series de televisión
| Año       | Título                      | Rol                            | Notas                     | Emisión                 | Ref.             |
| --------- | --------------------------- | ------------------------------ | ------------------------- | ----------------------- | ---------------- |
| 2003      | Estos chikos de ahora       |                                | Elenco infantil           | Panamericana Televisión | [cita requerida] |
| 2014      | Promoción                   | Uno de los alumnos             | Rol principal             | Panamericana Televisión | [cita requerida] |
| 2015      | Nuestra historia            | Adrián Alberto Castillo Figari | Rol principal             | TV Perú                 | [cita requerida] |
| 2016-2017 | Ven, baila, quinceañera     | Benjamín Barzini «Toreto»      | Rol antagónico principal  | América Televisión      | [ 6 ]            |
| 2018      | Torbellino, 20 años después | Sergio Páez                    | Rol antagónico principal  | Latina Televisión       | [ 22 ]           |
| 2023      | Perdóname                   | Martín Raygada                 | Rol antagónico recurrente | América Televisión      | [cita requerida] |

### Cine
| Año  | Título              | Rol           | Notas           | Ref.   |
| ---- | ------------------- | ------------- | --------------- | ------ |
| 2006 | Peloteros           | Aldo          | Rol principal   | [ 2 ]  |
| 2016 | En busca de Javier  | Javier Heraud | Rol protagónico | [ 5 ]  |
| 2017 | El gran León        | Toto          | Rol principal   | [ 23 ] |
| 2019 | La pasión de Javier | Javier Heraud | Rol protagónico | [ 1 ]  |

## Teatro
- Promoción (2014)
- Super terapia (2014) como Él mismo (Director general).[cita requerida]
- Ese dedo (2014) como Él mismo (Director general).
- En el parque (2015)[24]
- Orquesta de señoritas (2016)[8]
- Chicotié (2016)
- Candidatos a la segunda vuelta (2016) como «El moderador» (Rol protagónico).[25]
- Lavar, peinar y enterrar (2017) como el ladrón de la peluquería Cortacabeza (Rol protagónico).[10]
- La pasión de Javier (2018) como Javier Heraud (Rol protagónico).
- Romeo y Julieta (2018)[22]
- La enfermedad de la juventud (2022) como Federico (Rol protagónico).[13]
- Por Chabuca 2 (2022)[26]
- Sobrevivir a los Andes (2023)[14]